# John Payne (ator)
John Howard Payne (Roanoke, 28 de maio de 1912 – Malibu, 6 de dezembro de 1989) foi um ator estadunidense. Tornou-se famoso ao estrelar, em 1947, o filme Miracle on 34th Street, um dos maiores clássicos de Natal do cinema. Participou também de numerosos filmes de faroeste.
Antigo ator da Broadway, nascido em Roanoke, no estado da Virgínia, Payne chegou a Hollywood em 1935, aos 23 anos, e começou sua carreira no cinema em filmes musicais, protagonizando, entre outros, Tin Pan Alley (1940), Moon Over Miami (1941), Springtime in the Rockies (1942), Sentimental Journey (1946) e The Razor's Edge (1946), todos na 20th Century-Fox.
Em 1950, transferiu-se para a Paramount Pictures, participando de diversos filmes de faroeste, gênero bastante popular na época, e mais tarde protagonizou séries de televisão, como The Restless Gun (1957-1959), pela rede NBC.
Por fim, apareceu algumas vezes na famosa telessérie Gunsmoke, exibida na rede CBS. Parou de trabalhar em 1960, mas, 13 anos depois, voltou em um musical de repercussão nacional nos Estados Unidos, Good News.

## Biografia

### Primeiros anos
John Payne nasceu na cidade de Roanoke, no estado da Virgínia, filho de uma família abastada. A mãe de Payne havia sido cantora de ópera e, acreditando que o filho tivesse também pendor musical, o colocou ainda pequeno em uma escola de canto. O jovem John tinha, de fato, vocação para ser artista, o que o fez ingressar na Columbia University para estudar Arte Dramática, enquanto paralelamente continuava com as aulas de canto na Juilliard School.

### (1937–1936): Início da carreira

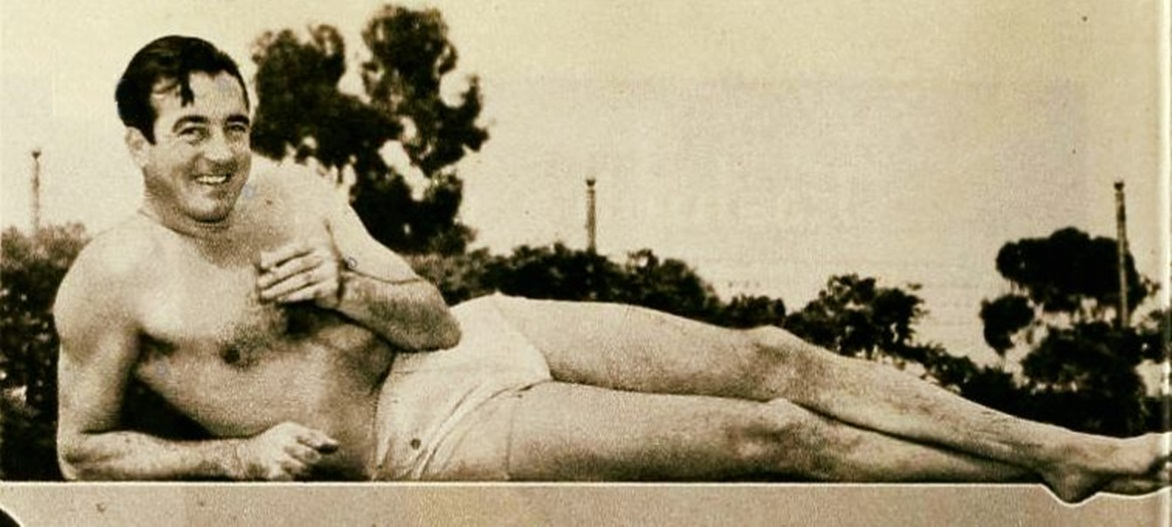
John também era muito conhecido por suas fotos no estilo beefcake, geralmente feitas com o tema de natação e piscina.

O primeiro contrato que John Payne assinou foi com Samuel Goldwyn, estreando em 1936 como coadjuvante em Dodsworth (1936), estrelado por Walter Huston e com direção de William Wyler. Estranhamente, Goldwyn liberou o promissor Payne, que foi contratado pelo diretor-produtor Boris Petroff para o papel principal em um musical escrito por um jovem jornalista chamado Samuel Fuller, que, por sinal, tinha a mesma idade de Payne. O musical se chamou Hats Off, e Payne teve a oportunidade de cantar a clássica canção de ninar "Twinkle, Twinkle, Little Star". 
Love on Toast, de 1937, foi o filme seguinte de Payne, no qual contracenou com uma atriz estreante no cinema chamada Stella Adler.

### (1940–1947): Estrelato na 20th Century-Fox
Em 1940, Payne assinou contrato com a 20th Century-Fox. Seus primeiros trabalhos nesse estúdio foram como coadjuvante nos filmes Maryland (1940), estrelado por Walter Brennan, e The Great Profile, com John Barrymore.
No início da década de 1940, com a "febre dos musicais", Payne protagonizaria diversos filmes, como Tin Pan Alley, ao lado de Alice Faye e Betty Grable; The Great American Broadcast, novamente com Faye; Sun Valley Serenade, com a ex-medalhista olímpica de patinação Sonja Henie e Glenn Miller e sua Orquestra; Week-End in Havana, com Alice Faye, Carmen Miranda e Cesar Romero; Springtime in the Rockies, novamente com Betty Grable e Carmen Miranda; e Hello, Frisco, Hello, filme de 1943, dirigido por H. Bruce Humberstone.
Em meio a tantos filmes musicais, Payne também estrelou dois dramas de guerra: Remember the Day, com Claudette Colbert, e To the Shores of Tripoli, com Maureen O'Hara e Randolph Scott. Este último marcou o primeiro dos quatro encontros de Payne com a atriz Maureen O'Hara nas telas.
Com a eclosão da Segunda Guerra Mundial, a vida do ator, que já havia mudado com o fim de seu primeiro casamento em 1943, alterou-se bastante. Ao final da guerra, a Fox o escalou para The Dolly Sisters, mais um musical, e mais uma vez ao lado de Betty Grable e com June Haver.
Em 1946, veio o segundo encontro de Payne com Maureen O'Hara no drama Sentimental Journey. No mesmo ano, atuou em Wake Up and Dream, com June Haver, estrela lembrada por ter abandonado a carreira artística para se tornar freira. Em seguida, estrelaria o maior sucesso de sua carreira, Miracle on 34th Street, filme que disputa com It's a Wonderful Life o título de "filme mais exibido na televisão norte-americana por ocasião do Natal". John Payne foi mais visto do que nunca pelo público, especialmente porque este foi seu último trabalho para a 20th Century-Fox, que não renovou seu contrato.

### (1948–1968): Últimos trabalhos
A partir de 1948, Payne tornou-se freelancer, passando a atuar em produções bastante inferiores àquelas de seu antigo estúdio. Seu primeiro filme na nova fase foi o policial Larceny, com Dan Duryea e Shelley Winters. Em seguida, veio The Saxon Charm, com Susan Hayward. Depois, atuou em The Crooked Way, com Ellen Drew. Seguiu-se a aventura Captain China, com Gail Russell. E, fechando o ciclo de filmes com Maureen O'Hara, Payne atuou em Trípoli, mediana aventura de 1950.
Nos anos seguintes, fez algumas participações em séries de televisão, como Gunsmoke e Cade's County. Em 1968, Payne dirigiu They Ran for Their Lives, série policial que estrelou e que tinha Scott Brady no elenco, sendo este o seu último longa-metragem. Sua última atuação foi em um episódio da telessérie Columbo.
Em 8 de fevereiro de 1960, foi homenageado com duas estrelas na Calçada da Fama de Hollywood: uma por seu trabalho no cinema e a outra por sua carreira na televisão.

## Vida pessoal

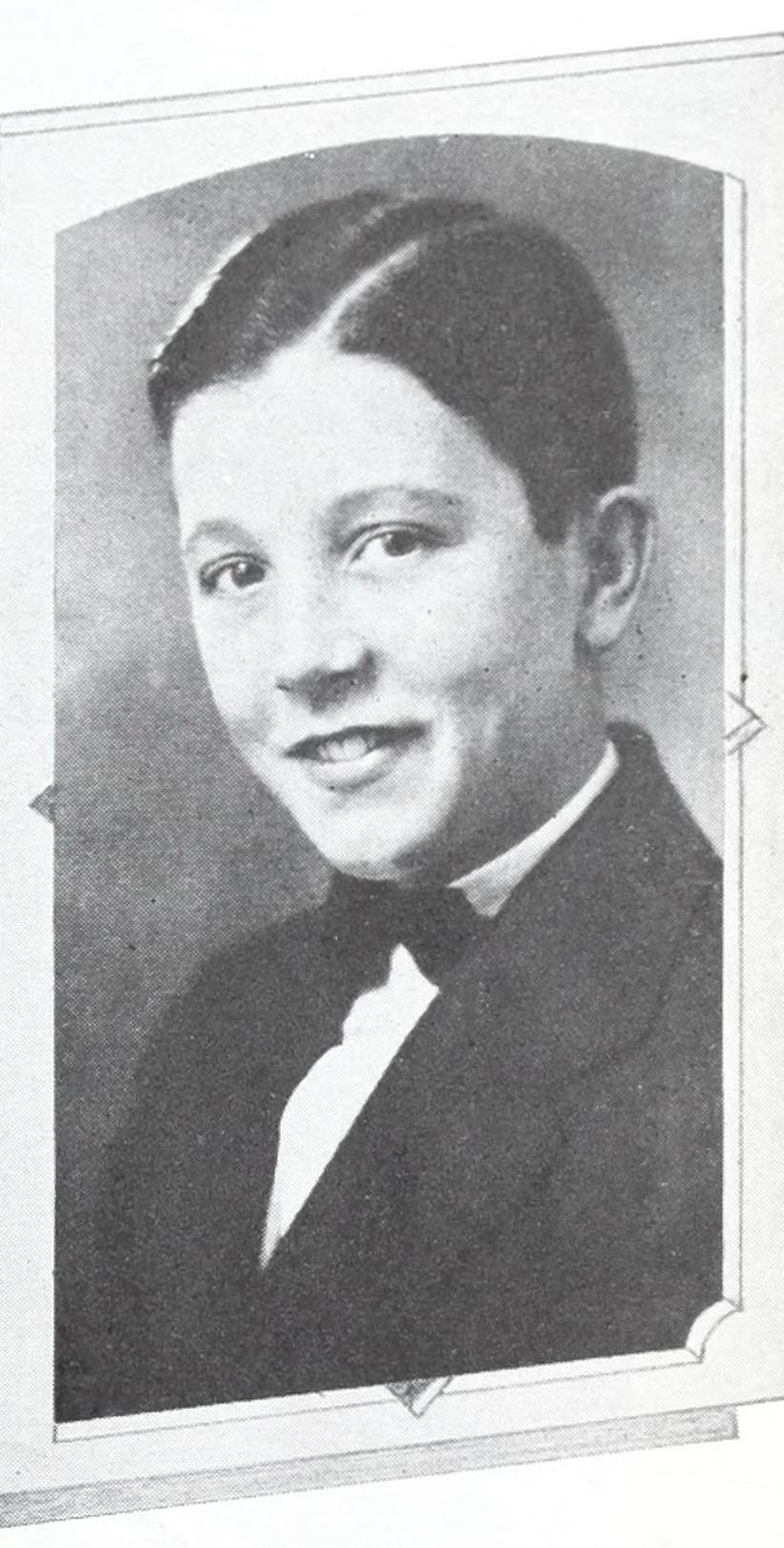
John Payne aos 10 anos.

John Payne casou-se em 1937 com a atriz Anne Shirley, com quem teve uma filha, Julie. Divorciou-se em 1943. Em 1944, casou-se novamente, desta vez com a atriz Gloria DeHaven, com quem teve dois filhos, Kathy e Thomas. Divorciou-se em 1950.
Em 1961, Payne foi atropelado por um automóvel em Nova York, passando dois anos em recuperação e ficando com o rosto bastante marcado por cicatrizes, que ele se recusou a corrigir com operações plásticas.
Seu terceiro casamento foi com Alexandra Crowell Curtis. Payne não teve filhos com a terceira esposa, com quem viveu até falecer, em razão de problemas cardíacos, em 6 de dezembro de 1989, aos 77 anos.

## Filmografia
| Ano  | Título                       | Papel                              | Nota(s)                   |
| ---- | ---------------------------- | ---------------------------------- | ------------------------- |
| 1936 | Dodsworth                    | Harry McKee                        |                           |
| 1937 | Hats Off                     | Jimmy Maxwell                      |                           |
| 1937 | Fair Warning                 | Jim Preston                        |                           |
| 1937 | Love on Toast                | Bill Adams                         |                           |
| 1938 | College Swing                | Martin Bates                       |                           |
| 1938 | Garden of the Moon           | Don Vincente                       |                           |
| 1939 | Wings of the Navy            | Jerry Harrington                   |                           |
| 1939 | Indianapolis Speedway        | Eddie Greer                        |                           |
| 1939 | Kid Nightingale              | Steve Nelson / Kid Nightingale     |                           |
| 1939 | The Royal Rodeo              | Bill Stevens                       | Curta-metragem            |
| 1940 | Star Dust                    | Ambrose Fillmore / Bud Borden      |                           |
| 1940 | King of the Lumberjacks      | James "Jim" / "Slim" Abbott        |                           |
| 1940 | Tear Gas Squad               | Sargento Bill Morrissey            |                           |
| 1940 | Maryland                     | Lee Danfield                       |                           |
| 1940 | The Great Profile            | Richard Lansing                    |                           |
| 1940 | Tin Pan Alley                | Francis Aloysius "Skeets" Harrigan |                           |
| 1941 | The Great American Broadcast | Rix Martin                         |                           |
| 1941 | Sun Valley Serenade          | Ted Scott                          |                           |
| 1941 | Week-End in Havana           | Jay Williams                       |                           |
| 1941 | Remember the Day             | Dan Hopkins                        |                           |
| 1942 | To the Shores of Tripoli     | Chris Winters                      |                           |
| 1942 | Footlight Serenade           | William J. "Bill" Smith            |                           |
| 1942 | Iceland                      | Capt. James Murfin                 |                           |
| 1942 | Springtime in the Rockies    | Dan Christy                        |                           |
| 1943 | Hello, Frisco, Hello         | Johnny Cornell                     |                           |
| 1945 | The Dolly Sisters            | Harry Fox                          |                           |
| 1946 | Sentimental Journey          | William O. Weatherly               |                           |
| 1946 | The Razor's Edge             | Gray Maturin                       |                           |
| 1946 | Wake Up and Dream            | Jeff Cairn                         |                           |
| 1947 | Miracle on 34th Street       | Fred Gailey                        |                           |
| 1948 | Larceny                      | Rick Mason                         |                           |
| 1948 | The Saxon Charm              | Eric Busch                         |                           |
| 1949 | El Paso                      | Clay Fletcher                      |                           |
| 1949 | The Crooked Way              | Eddie Rice / Eddie Riccardi        |                           |
| 1949 | Captain China                | Charles S. Chinnough / Capt. China |                           |
| 1950 | The Eagle and the Hawk       | Capt. Todd Croyden                 |                           |
| 1950 | Tripoli                      | Tenente Presley O'Bannon           |                           |
| 1951 | Passage West                 | Pete Black                         |                           |
| 1951 | Crosswinds                   | Steve Singleton                    |                           |
| 1952 | Caribbean                    | Dick Lindsay / Robert MacAllister  |                           |
| 1952 | Kansas City Confidential     | Joe Rolfe / Peter Harris           |                           |
| 1952 | The Blazing Forest           | Kelly Hansen                       |                           |
| 1953 | Raiders of the Seven Seas    | Barbarossa                         |                           |
| 1953 | The Vanquished               | Rockwell (Rock) Grayson            |                           |
| 1953 | 99 River Street              | Ernie Driscoll                     |                           |
| 1954 | Rails Into Laramie           | Jefferson Harder                   |                           |
| 1954 | Silver Lode                  | Dan Ballard                        |                           |
| 1955 | Hell's Island                | Mike Cormack                       |                           |
| 1955 | Santa Fe Passage             | Kirby Randolph                     |                           |
| 1955 | The Road to Denver           | Bill Mayhew                        |                           |
| 1955 | Tennessee's Partner          | Tennessee                          | com Ronald Reagan         |
| 1956 | Slightly Scarlet             | Ben Grace                          |                           |
| 1956 | Hold Back the Night          | Capt. Sam McKenzie                 |                           |
| 1956 | Rebel in Town                | John Willoughby                    |                           |
| 1956 | The Boss                     | Matt Brady                         |                           |
| 1957 | The Restless Gun             | Vint Bonner                        | Série de televisão        |
| 1957 | Bailout at 43,000            | Major Paul Peterson                |                           |
| 1957 | Hidden Fear                  | Mike Brent                         |                           |
| 1960 | O'Conner's Ocean             | Tom O'Conner                       | Telefilme                 |
| 1968 | They Ran for Their Lives     | Bob Martin                         |                           |
| 1975 | Columbo: Forgotten Lady      | Ned Diamond                        | 1° episódio, 5º temporada |